# Mir Yaqub Mehdiyev
Mir Yaqub Mehdiyev, ros. Мир-Якуб Мехтиев, Mir-Jakub Miechtiejew (Miechtijew) (ur. 24 września 1891 w Xırdalan, zm. 1952 w Stambule) – azerbejdżański działacz polityczny, emigracyjny działacz narodowy, pisarz i publicysta, współpracownik obcych wywiadów, członek Azerbejdżańskiego Komitetu Narodowego podczas II wojny światowej.

## Życiorys
Ukończył studia na politechnice w Piotrogradzie. Wstąpił do niepodległościowej Partii Musawat. Po proklamowaniu Demokratycznej Republiki Azerbejdżanu pod koniec maja 1918 r., wybrano go radnym do miejskiej dumy Baku, a następnie deputowanym do parlamentu. W styczniu 1919 r. przybył do Paryża jako członek delegacji azerbejdżańskiej na konferencję pokojową w Wersalu. Kiedy Azerbejdżan został zajęty przez wojska bolszewickie pod koniec kwietnia 1920 r., wyjechał do Turcji. Został członkiem Zagranicznego Biura Partii Musawat w Stambule. W 1926 r. przyjechał do Francji. W 1927 r. ukończył studia prawnicze na uniwersytecie w Montpellier. Następnie uzyskał tytuł doktora prawa. Zaangażował się w działalność ruchu prometejskiego. W 1933 r. wydał książkę pt. "Le Probléme du Caucase". W latach 1933–1935 był członkiem Kręgu Badań Kaukazu, występując z wykładami i odczytami poświęconymi tematyce kaukaskiej. W 1934 r. wszedł w skład Komitetu Przyjaźni Narodów Kaukazu, Turkiestanu i Ukrainy, zaś w 1935 r. Rady Konfederacji Kaukaskiej. Publikował liczne artykuły w emigracyjnych pismach, jak "Prometeusz", "Górale Kaukascy", czy "Północny Kaukaz". Współpracował z francuskim, brytyjskim i polskim wywiadem. Po ataku wojsk niemieckich na ZSRR 22 czerwca 1941 r., zamieszkał w Berlinie. Wiosną 1942 r. uczestniczył w berlińskiej konferencji w hotelu "Adlon". Następnie wszedł w skład Azerbejdżańskiego Komitetu Narodowego. Wspomagał formowanie batalionów Legionu Azerbejdżańskiego.